# 213772 Blaheta
213772 Blaheta è un asteroide della fascia principale. Scoperto nel 2003, presenta un'orbita caratterizzata da un semiasse maggiore pari a 3,1669375 au e da un'eccentricità di 0,1080575, inclinata di 6,02456° rispetto all'eclittica.